# Make-up Shadow
「Make-up Shadow」（メイク・アップ・シャドウ）は、日本のシンガーソングライターである井上陽水の楽曲。1993年7月21日に、自身の33枚目のシングルとしてフォーライフ・レコードからリリースされた。
表題曲の「Make-up Shadow」は、フジテレビ系ドラマ『素晴らしきかな人生』主題歌に使用され、81.7万枚のセールスを記録した。
2006年にトヨタ『ブレイド』のCMソングの起用に際して、2007年3月21日にマキシシングルとして再発売された。

## 収録曲
| 全作詞: 井上陽水、全編曲: 佐藤準。 |                                         |           |                 |      |
| #                                  | タイトル                                | 作詞      | 作曲            | 時間 |
| 1.                                 | 「Make-up Shadow」                      | 井上陽水  | 彩目映          | 4:10 |
| 2.                                 | 「プレゼント」                          | 井上陽水  | 井上陽水 佐藤準 | 4:03 |
| 3.                                 | 「Make-up Shadow」(オリジナル カラオケ) | 井上陽水  |                 | 4:08 |
| 合計時間:                          | 合計時間:                               | 合計時間: | 12:21           |      |

## メディアでの使用
| # | 曲名               | タイアップ                                     | 出典  |
| - | ------------------ | ---------------------------------------------- | ----- |
| 1 | 「Make-up Shadow」 | フジテレビ系ドラマ『素晴らしきかな人生』主題歌 | [ 3 ] |
| 1 | 「Make-up Shadow」 | トヨタ『ブレイド』CMソング                     | [ 4 ] |

## その他
- 2007年、東北楽天ゴールデンイーグルスの塩川達也の登場曲として使用された[注釈 1]。

## 上原多香子によるカバー
上原多香子による「Make-up Shadow」は、8枚目のシングルとして2003年3月12日にSONIC GROOVEよりリリースされた。

### 解説
- カップリングの「白いページの中に」は柴田まゆみのカヴァー。
- ジャケット写真の撮影は写真集『Vingt Takako』の撮影と同時に行われた。
- アルバム『pupa』の先行シングル（カップリングは未収録）。
- ビデオクリップでは見られないが、歌番組用のダンスがある。

### 収録曲
| #          | タイトル                       | 作詞       | 作曲       | 編曲              |
| ---------- | ------------------------------ | ---------- | ---------- | ----------------- |
| 1          | Make-up Shadow                 | 井上陽水   | 彩目映     | STAY KOOL, tasuku |
| 2          | 白いページの中に               | 柴田まゆみ | 柴田まゆみ | 酒井ミキオ        |
| 3          | Make-up Shadow(Instrumental)   | -          | 彩目映     | STAY KOOL, tasuku |
| 4          | 白いページの中に(Instrumental) | -          | 柴田まゆみ | 酒井ミキオ        |
| タイアップ |                                |            |            |                   |
| なし       |                                |            |            |                   |

### 商品規格
- AVCD-16028 (CCCD) ￥1,050

### その他の収録作品
Make-up Shadow
- オリジナルアルバム『pupa』
- ベストアルバム『départ〜takako uehara single collection〜』（CD,DVD）
- ビデオクリップ集『TAKAKO UEHARA ON REEL - CLIPS&MORE』
- オムニバスアルバム『DRESS UP〜avex COVER SONG collection〜 邦楽編』

## その他のカバー
収録作品は初出のもののみ記載する。
- 美吉田月（2008年、アルバム『Ska Flaver #1』）
- 樹里からん（2011年、アルバム『TORCHⅡ』）
- ヨルシカ（2019年、アルバム『井上陽水トリビュート』）